# Pocket Symphony
Albums de Air
Talkie Walkie
(2004) Love 2
(2009)
Pocket Symphony, sorti le 5 mars 2007, est le cinquième album du groupe de musique électronique français Air. Les collaborations d'Air avec Neil Hannon de The Divine Comedy et Jarvis Cocker de Pulp font suite à leur collaboration commune à l'album 5:55 de Charlotte Gainsbourg. Nigel Godrich a également produit les deux albums.

## Liste des titres
| No  | Titre                                 | Chanté par    | Durée |
| --- | ------------------------------------- | ------------- | ----- |
| 1.  | Space Maker                           |               | 4:02  |
| 2.  | Once Upon A Time                      |               | 5:02  |
| 3.  | One Hell Of A Party                   | Jarvis Cocker | 4:02  |
| 4.  | Napalm Love                           |               | 3:27  |
| 5.  | Mayfair Song                          |               | 4:18  |
| 6.  | Left Bank                             |               | 4:07  |
| 7.  | Photograph                            |               | 3:51  |
| 8.  | Mer Du Japon                          |               | 3:04  |
| 9.  | Lost Message                          |               | 3:32  |
| 10. | Somewhere Between Waking And Sleeping | Neil Hannon   | 3:35  |
| 11. | Redhead Girl                          |               | 4:33  |
| 12. | Night Sight                           |               | 4:20  |

Tous les morceaux sont écrits et composés par Jean-Benoît Dunckel et Nicolas Godin sauf One Hell of a Party écrit par Jarvis Cocker et Somewhere Between Waking and Sleeping écrit par Neil Hannon. La pochette de l'album a été réalisée par l'artiste contemporain Xavier Veilhan.

## Musiciens additionnels
- Magic Malik : flûte sur Once Upon a Time et Photograph
- Joey Waronker : batterie et percussions sur Space Maker, One Hell of a Party et Photograph
- Tony Allen : batterie sur Once Upon a Time

## Filmographie
Le morceau de musique Photograph est utilisé au cours du premier épisode de la série Gossip Girl (Scènes croisées des révélations à propos de Serena).